# 暗夜呢喃
《暗夜呢喃》（The Whisperer in Darkness）是H·P·洛夫克拉夫特在1930年2月至9月間寫就的一個短篇小說，1931年8月在《詭麗幻譚》上出版。它混合了科幻和克蘇魯神話的元素，克蘇魯神話種族米·戈在《暗夜呢喃》中首次登場。2011年同名電影上映。
洛夫克拉夫特的靈感來自於亞瑟·瑪臣的小說《The Novel of the Black Seal》及羅伯特·錢伯斯的《黃衣之王》。

## 劇情
故事講述者是米斯卡塔尼克大學教師阿爾伯特·N·威尔马斯（Albert N. Wilmarth）。開頭，阿卡姆的新聞報紙報道了佛蒙特州洪水後河流中出現的不明物體，一些人懷疑這是一種傳說中的怪物。威尔马斯不久收到來自亨利·溫特沃斯·埃克利（Henry Wentworth Akeley）的信，後者說他有證據證明這些怪物的存在。
威尔马斯到埃克利的農場去拜訪他，發現埃克利人坐在椅子裡，已不能動彈。埃克利告訴他這種怪物可以將人的大腦取出放在一個圓筒中，並攜帶這些大腦進行星際旅行。夜間，威尔马斯聽到幾個交談的聲音。聲音消失後，他下樓查看，在椅子上發現了埃克利的殘尸，原來先前在和他說話時，埃克利的大腦已經被取出，坐在椅子上的只是披著埃克利的皮的怪物。在恐懼中，他逃離了埃克利的住所。

## 外部連接
- 列在網路推理小說資料庫中的《暗夜呢喃》
- The Whisperer in Darkness, H. P. Lovecraft. （页面存档备份，存于）
- "The Novel of the Black Seal" （页面存档备份，存于）, Arthur Machen